# 顔真卿
顔 真卿（がん しんけい、景龍3年〈709年〉 - 貞元元年8月3日〈785年8月23日〉）は、唐代の政治家・書家。字は清臣。本貫は琅邪郡臨沂県。中国史でも屈指の忠臣とされ、また唐代随一の学者・芸術家としても知られる。

## 出自
顔氏は、琅邪郡臨沂県を本貫とする名家であり、六朝時代以来、多くの学者を輩出した。『顔氏家訓』の著者である顔之推の末裔で、『漢書』注の著者である顔師古は孫にあたる。
顔氏一族は、経書の一つである『周礼』と『春秋左氏伝』を家学とし、また『漢書』の学でも知られ、特に訓詁の方法を用いて古典の研究を行ってきた。そこで世に学家と称された。また、祖の之推の祖父の顔見遠、兄の顔之儀ら、節義をもって知られる人物が多いことでも知られる。
加えて、顔氏一族は書芸術に秀でた人物が多いことでも知られ、見遠の祖父の顔騰之、師古の弟の顔勤礼、その子の顔昭甫らがいた。顔之推は、書が顔氏一族の家業の一つであることは強調しながらも、書だけを得意とする人間になるのではなく、学芸と徳義を持ち合わせた人間になることを求めていた。
歴史学者の吉川忠夫によると、顔真卿は、前述の顔氏一族の特徴をよく持ち合わせた人物であると指摘している。

## 経歴
顔真卿は、唐の中宗の景龍3年（709年）、顔昭甫の子である惟貞の第六男として生まれた。母親は殷践猷の妹で、幼名は「羨門子」、字は「清臣」である。幼いころに父親を亡くし、特に母と伯母の真定（昭甫の娘）の手で養育された。
開元22年（734年）、26歳にして進士に及第した。その二年後、科挙及第者を対象に吏部が主催する任用試験に合格し、秘書省の校書郎に任命された。ここでは典籍の校訂を職務とした。さらに、天宝元年（742年）、34歳のときに文詞秀逸科の試験に合格する。これにより、京兆府醴泉県（陝西省礼泉県）の県尉となった。その後、長安県の県尉に移り、当時の官界の出世コースを歩んでいた。
やがて真卿は監察御史に昇進し、再三にわたって地方の査察を命じられる。この際、岑参から詩を送られた。たびたび不正の弾劾を行い、殿中侍御史に昇進するが、これによって吉温と対立し、彼と繋がりのあった権臣の楊国忠に疎んじられ、東都畿採訪使の次官に転出させられる。しかし、再び殿中侍御史に任命されると、天宝9載（750年）には玄宗御製の書を下賜される栄誉を受けた。
結局、楊国忠との確執は解決しておらず、天宝12載（753年）、45歳の時に平原郡太守に転出させられた。この時にも、岑参は真卿に長編の詩を送っている。

### 安史の乱
顔真卿が平原太守に移ったのは、安禄山がまさに反乱の意志を固めつつある頃であった。真卿は、安禄山の不穏な動きを見て、城壁の修理や濠の整備、食糧の準備などをひそかに行っていた。
天宝14載（755年）、安史の乱が勃発し、安禄山は洛陽を目指して挙兵した。その頃、常山郡太守を務めていたのは族兄の顔杲卿（真卿の伯父の元孫の第二子）であり、真卿は彼とともに安禄山に反抗する決意を固め、義兵を挙げた。河北や山東の各地が安禄山の勢力下に帰属する中にあって、真卿・杲卿が味方として軍を挙げたことに玄宗は驚喜したという。
天宝15載（756年）、常山郡は落城し、顔杲卿は安禄山によって惨殺された。一方顔真卿は、清河郡（河北省清河県）の李㟧と結び、魏郡を占領していた安禄山の軍を撤退させることに成功した。しかし、河北の戦局はしだいに不利に傾き、史思明の攻撃によって平原・清河・博平（山東省聊城市）以外の郡は陥落した。顔真卿はこのまま座視しても敗北するだけであると考え、平原城を捨て、当時霊武に避難中であった粛宗のもとへと向かった。
至徳2載（757年）、顔真卿はようやく粛宗のもとにたどり着き（粛宗は更に鳳翔へと移動していた）、謁見が叶った。真卿は憲部尚書（刑部尚書）・御史大夫として職務に当たった。この頃、安禄山が息子の安慶緒に殺され、同年に粛宗は長安に帰り、顔真卿もこれに従って長安に戻った。

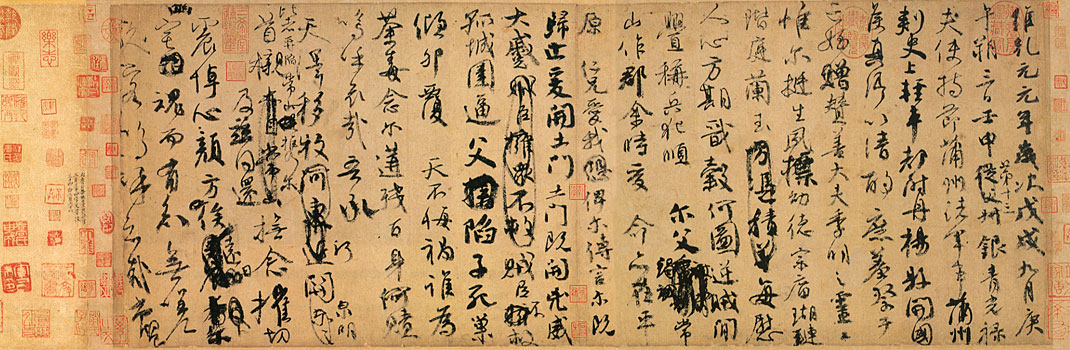
「祭姪文稿」 台湾国立故宮博物院蔵

しかし、直言を憚らない顔真卿は再び煙たがられ、蒲州刺史・饒州刺史・昇州刺史など地方を転々と異動することとなった。「祭姪文稿」「争座位帖」などはこのころ作られた作品である。その後、一時期中央に復帰したが、永泰2年（766年）に硤州の別籠の職になるなど、再び地方を転々とした。
大暦3年（768年）からは撫州刺史を務め、この頃に「麻姑仙壇記」「魏夫人仙壇碑」「華姑仙壇碑」など道教ゆかりの作品を多く残した。大暦7年（772年）からは湖州刺史を務める。

### 最期
大暦12年（777年）、69歳の時、湖州を離れて長安に戻り、吏部尚書となった。顔真卿は、朝廷の儀礼の再整備を行い、『礼儀集』を著した。しかし、宰相の盧杞（盧奕の子）は真卿を極度に嫌い、反乱を起こした淮南西道節度使李希烈を説諭する特使に任じた。顔真卿は周囲に行かないように説得されたが、皇帝の命であるとしてこれに応じ、向かった先で李希烈に捕らえられた。
李希烈は真卿を利用しようと試みたが、真卿の唐王朝への忠誠心は不変であった。真卿は蔡州の龍興寺に身元を移され、「蔡州帖」を著すと、殺された。貞元元年（785年）8月3日、真卿は77歳であった。
真卿の亡骸が長安に戻ると、徳宗は哀悼の意を表して朝会を取りやめた。

## 書
顔氏は顔真卿以前より能書家の家系として知られており、真卿も壮年期には張旭に筆法を学び、書論『張長史十二意筆法記』を残している。

### 楷書
真卿は初唐以来の流行である王羲之流（院体）の流麗で清爽な書法に反発し、その蚕頭燕尾の楷法は、時代を代表する革新性をもっていた。彼は「蔵鋒」の技法を確立した。力強さと穏やかさとを兼ね備えた独特の楷書がその特徴である。伝説では、顔真卿が貧しかった頃、屋根裏に染みた雨漏りの痕を見てこの書法を編み出したといわれている。叔父・顔元孫が編纂した「干禄字書」の規範意識に基づく独自の字形を持つものも多いが、その字形は当時標準とされた楷書とは異なり、正統的な王羲之以来の楷書の伝統を破壊するものであったため、賞賛と批判が評価として入り混じっている。

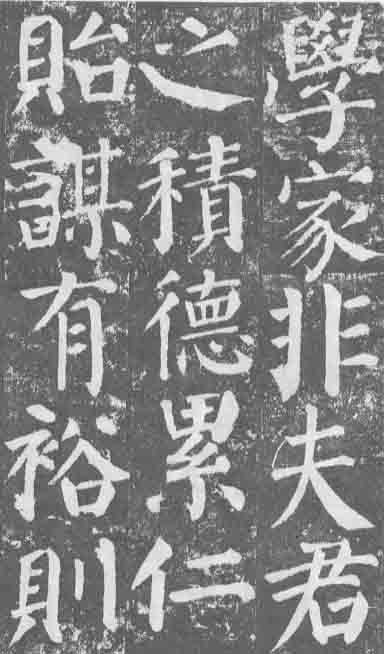
『顔勤礼碑』（部分）顔真卿撰・書

これらの楷書は「顔体」（顔法、北魏流）とも呼ばれ、楷書の四大家の一人として後世に大きな影響を与えた。楷書作品には『顔氏家廟碑』、『麻姑仙壇記』、『多宝塔碑』、『顔勤礼碑』などがある。

#### 多宝塔碑

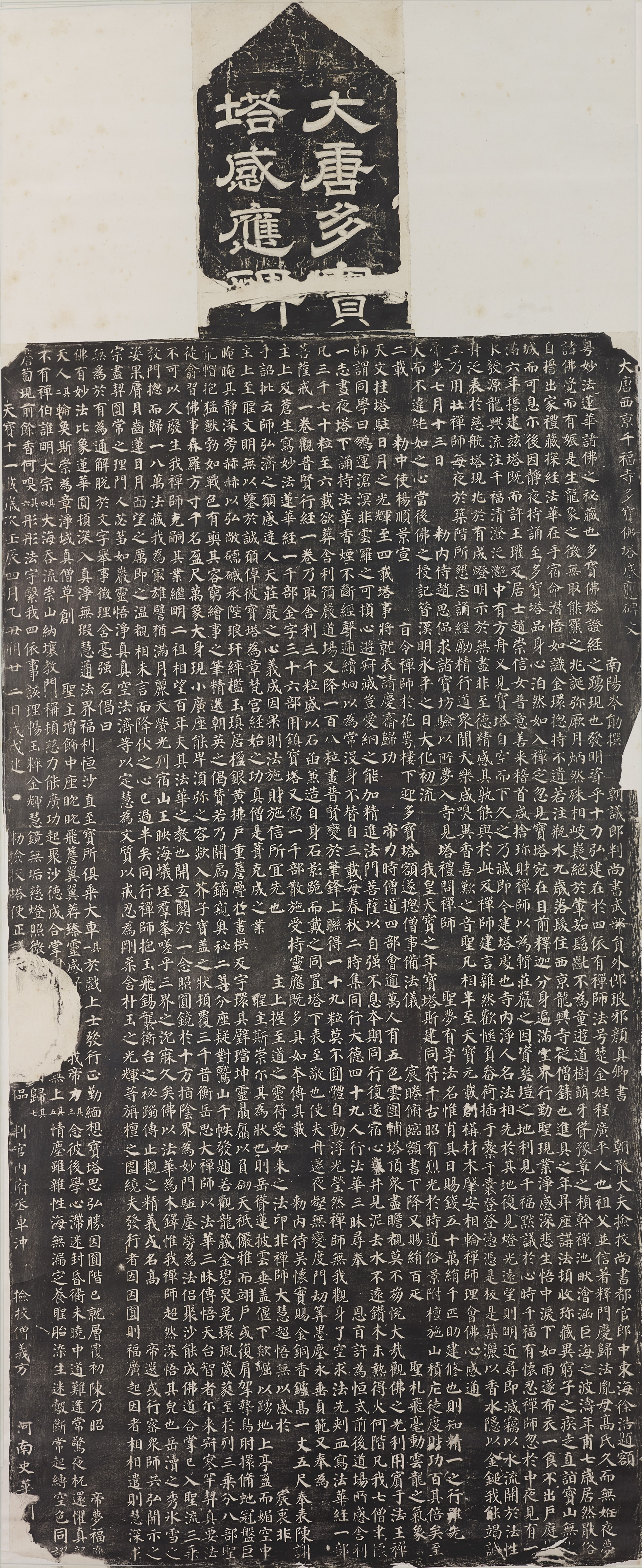
「多宝塔碑」拓本（東京国立博物館蔵）

『多宝塔碑』（たほうとうひ）の建碑は天宝11載（752年）。題額は徐浩の隷書、碑文は真卿44歳のときの楷書、撰文は岑勛による。題額の隷書は「大唐多宝塔感応碑」の8文字、碑文の初行には「大唐西京千福寺多宝仏塔感応碑文」とある。この碑は長安の千福寺に勅命により建立したもので、僧の楚金（698年 - 759年）が千福寺に多宝塔を建立した由来を記した碑である。現在は西安碑林に移されている。現存する真卿の作品の中では最も若いときのもので、後年のいわゆる「顔法」と称される風骨は未だ十分に発揮されていないが、碑字にあまり損傷がなく、旧拓もあるため楷書の手本として広く用いられている。

#### 顔勤礼碑
『顔勤礼碑』（がんきんれいひ）の建碑は乾元2年（759年）と大暦14年（779年）の両説ある。真卿の曾祖父の顔勤礼の墓碑で、真卿の撰ならびに書の楷書碑である。碑高は268cm、幅は92cmの四面刻であったが、最後の銘文のあった一側面が宋代に石材として利用され削られたことが『金石録』に記録されている。碑は永く土中にあったため文字が鮮明で、技巧的に洗練されて筆がよく冴えており、「顔法」を学ぶ上に最も重要な資料である。

#### 顔氏家廟碑
『顔氏家廟碑』（がんしかびょうひ、『顔惟貞廟碑』とも）の建碑は建中元年（780年）、真卿72歳の時の楷書碑である。篆額は李陽冰の書で「顔氏家廟之碑」と3行に入れてある。真卿が父の惟貞のために廟を造り、碑を建てて顔家の履歴を自ら述べたもので、西安碑林に現存する。碑高は345cm、幅は160cmの四面刻で、両面は各24行・各行47字、両側は各6行・各行52字あり、全部で2000字をこえる力作である。碑の保存もよく、拓本も多く伝わっており、真卿の楷書の代表作である。

### 行書
行書に関しては楷書と異なり、書の達人として王羲之に匹敵するとされており、文句なしの賞賛を受けている。遺墨が多く残り、『劉中使帖』、『争座位帖』、『祭姪文稿』が特に有名である。

#### 争座位帖

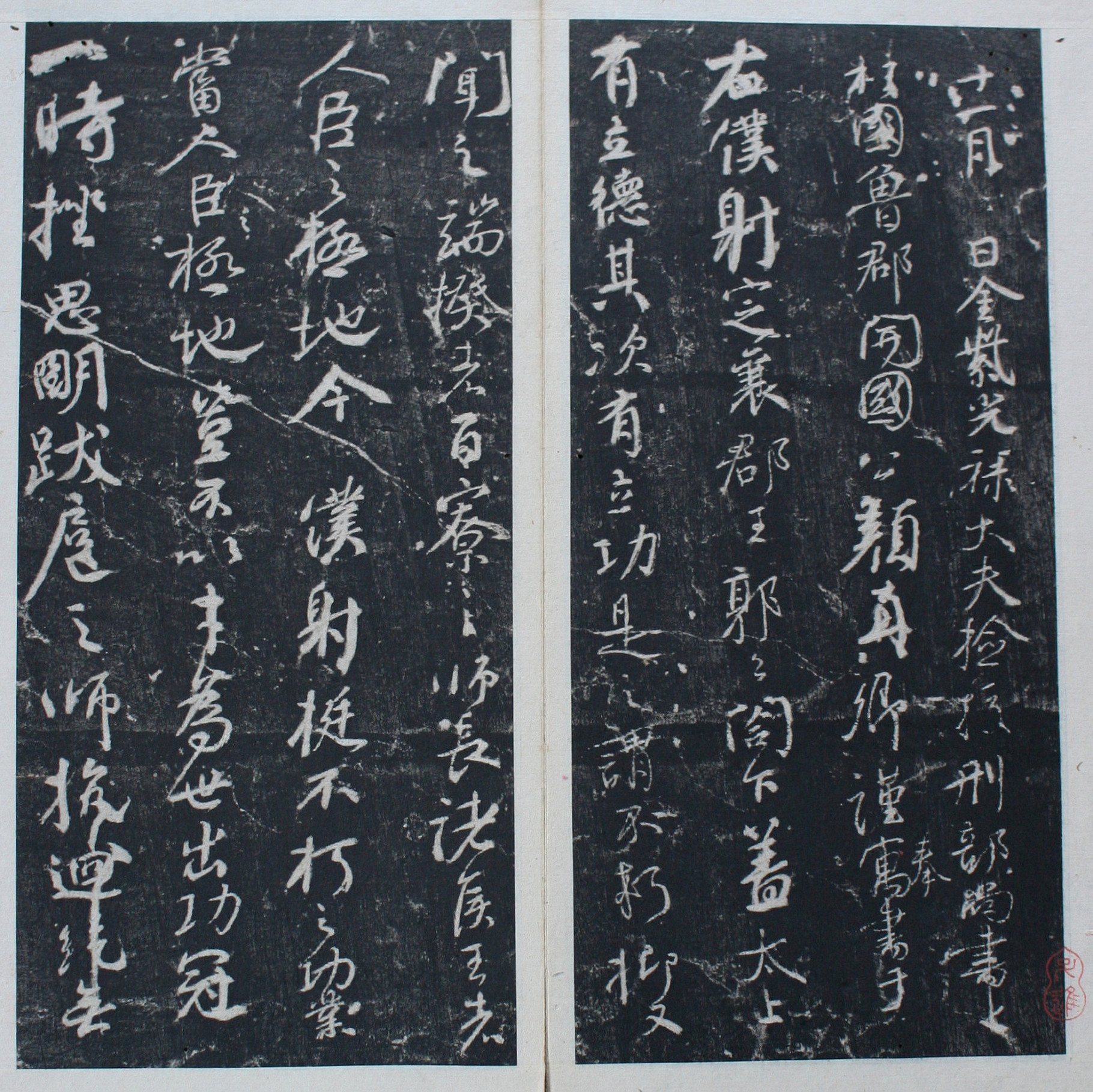
「争座位帖」関中本

『争座位帖』（そうざいじょう、『争座位文稿』とも）は広徳2年（764年）、真卿55歳の時の書。真卿が右僕射の任にあった郭英乂に送ったとみられる手紙の草稿（下書き）。内容は英乂が百官集会（諸官の集会）の折、座位を乱したことに対して、朝廷の権威をそこなったとして抗議したもの。『祭姪文稿』、『祭伯文稿』とともに「顔真卿の三稿」といわれた1つ。真跡は伝わらないが、西安碑林にある関中本が最も信頼できる刻本とされる。

## 思想
顔真卿は、儒学者として秩序を強調する古典の復興主義者であったが、時代の大勢に順応し、同時に神仙・道教・仏教の思想的影響を受けており、宋学の先駆者としてその萌芽を見出すことができる。

## 後世への影響
顔真卿の後世への影響は大きく分けて忠臣の模範としての影響と、書道における影響の2つがある。
まず忠臣としての顔真卿は、文天祥の正気歌で取り上げられる古今の忠臣の一人としても著名である。幕末の日本では浅見絅斎の靖献遺言に於いて忠臣の一人として取り上げられ、幕末の志士に大きな影響を与えている。
書道における影響としては、顔真卿の独特な書は「顔法」として名高く、「顔法」は2011年現在でも書道教育の基本となっている。また、明朝体活字は顔真卿の楷書を元にしたものである。しかしながら、過去の歴史に於いては書道に於いては中国では王羲之流（院体）、日本では、王羲之流を和様化した尊円流が主流派であったため、現在のように書道の規範とまでされていたわけではない。特に楷書については米芾が顔真卿を低く評価するなど、決して評価が高かったとは言えない。書道界でも顔真卿の芸術性が高く評価されるのは明治以降の尊円流全廃・教育の活字活用以降のことである。日本では長三洲が顔法の開拓者として名高い。顔真卿の影響を受けた日本の書家には、弘法大師（空海）・井上有一らがいる。空海が唐に入った頃、韓愈が王羲之を否定して顔真卿を称揚する主張を行っていたため、空海が顔真卿の書風を好んだのではないかと榊莫山は推測している。
現代日本の書家・井上有一は顔真卿に傾倒しており、晩年には『顔氏家廟碑』の全臨を行っている。
2019年2月に、東京国立博物館で特別展「顔真卿 王羲之を超えた名筆」が開催された。台北の故宮博物館から貸し出された「祭姪文稿」などを展示し、平日でも１時間以上の行列ができるほどの人気を博した。

## 著書
- 顔魯公文集

## 伝記
- 『旧唐書』巻128
- 『新唐書』巻153
- 「顔魯公行状」（『顔魯公文集』所収）

### 関連文献
- 「書道芸術 第4巻　顔真卿　顔真卿　柳公権」、中央公論社、1979年。
- 富田淳 監修『王羲之と顔真卿　二大書聖のかがやき』平凡社〈別冊太陽〉、2019年。